# Schaffer Alfréd
 Schaffer Alfréd (Budapest, 1893. február 13. – Prien am Chiemsee, 1945. augusztus 30.) magyar labdarúgó, edző, az első profi játékosok egyike.
Centerként hatalmas termete ellenére fürgeség, ötletes és technikás csatárjáték, tökéletes labdakezelés, valamint rendkívüli nyugalom jellemezte. Kiváló rúgótechnikával rendelkezett, lenyűgöző pontossággal lőtt kapura és a tizenegyesek végrehajtásában is jeleskedett. Az első profi labdarúgók egyike, aki ott játszott, ahol jobban megfizették. Játékosként 4 országban 7 bajnoki címet szerzett.
1945. augusztus 30-án hunyt el a prieni kórházban, akkor a FC Bayern München edzője volt.

## Családja
1893. február 13-án Óbudán született római katolikus vallásban, a Flórián térhez közeli, ma már nem létező Majláth utca 56. szám alatt. Apja Schaffer Károly vasöntő volt, aki a Krassó-Szörény vármegyei Ruszkabányán született és 1885. október 24-én vette feleségül az óbudai születésű Streitmann Máriát.

## Pályafutása

### Játékosként
Tatabányáról indult, majd az MTK-ban lett sikeres labdarúgó. Háromszoros bajnok és kétszeres gólkirály a kék-fehérekkel.
Ebben az időszakban volt válogatott. 1915 és 1919 között megszakítás nélkül 15 alkalommal szerepelt a legjobbak között (14-szer Ausztria volt az ellenfél) és 17 gólt szerzett.
1919 és 1922 között négy csapatban szerepelt. Először Svájcban, majd két bajor együttesben játszott. Utóbbi kettővel dél-német bajnokságot nyert. Ezután rövid ideig a Sparta Praha játékosa volt. Egy idényre még visszatért az MTK-hoz, de bajnoki mérkőzésen nem szerepelt. Az MTK-ban összesen 89 bajnoki mérkőzésen 154 gólt szerzett.
1923-tól már játékos-edzőként dolgozott.

### Edzőként
1923 és 1933 között nyolc együttesnél volt edző, kettőnél játszott is. Ez utóbbi közé tartozott a prágai Sparta, ahol csehszlovák bajnok lett. 1933-ban rövid időre hazatér a profi MTK-hoz (Hungária FC), majd két idényre korábbi csapatához az 1. FC Nürnberghez szerződik, ahol az első idényben bajor bajnokok lesznek.
A következő három idényt Magyarországon tölti. A Hungária FC-vel két bajnokságot ér el. Majd a világbajnokságra készülő válogatottnál lesz edző. A csapat ezüstérmes lesz az 1938 franciaországi világbajnokságon.
Ezután egy évig Bukarestben edző (kupagyőzelem), majd két idényen át az AS Roma vezetőedzője (olasz bajnok, 1942).
Egy évig megint itthon dolgozott, a Ferencvárosnál (kupagyőzelem). Halála évében a FC Bayern München egyik edzője volt.

## Sikerei, díjai

### Játékosként
- Magyar bajnok: 1916/1917, 1917/1918, 1918/1919
- Magyar gólkirály: 1917/1918 (46 gól), 1918/1919 (41 gól)
- Német bajnok: 1920/21
- Dél-német bajnok: 1921/22
- Osztrák bajnok: 1923/24 (edző is)
- Osztrák Kupa: 1923/24 (edző is)
- Csehszlovák bajnok: 1925/26 (edző is)

### Edzőként
- Magyar bajnok: 1935/1936, 1936–1937-es magyar labdarúgó-bajnokság (első osztály)''1936/1937''
- Magyar Kupa: 1942/43, 1943/44
- Bajor birodalmi bajnok: 1933/34
- Világbajnokság: 2. hely 1938
- Román Kupa: 1939/40
- Olasz bajnok: 1941/42

## Statisztika

### Mérkőzései a válogatottban
| Magyarország | Magyarország      | Magyarország                    | Magyarország | Magyarország | Magyarország | Magyarország | Magyarország | Magyarország   |
| #            | Dátum             | Helyszín                        | Hazai        | Eredmény     | Vendég       | Kiírás       | Gólok        | Esemény        |
| ------------ | ----------------- | ------------------------------- | ------------ | ------------ | ------------ | ------------ | ------------ | -------------- |
| 1.           | 1915. november 7. | Budapest, Üllői úti pálya       | Magyarország | 6 – 2        | Ausztria     | barátságos   | 3            | 21' 75' 90'    |
| 2.           | 1916. május 7.    | Bécs, WAC-Platz                 | Ausztria     | 3 – 1        | Magyarország | barátságos   | -            |                |
| 3.           | 1916. június 4.   | Budapest, Hungária körúti pálya | Magyarország | 2 – 1        | Ausztria     | barátságos   | 1            | 11'            |
| 4.           | 1916. október 1.  | Budapest, Üllői úti pálya       | Magyarország | 2 – 3        | Ausztria     | barátságos   | 1            | 71'            |
| 5.           | 1916. november 5. | Bécs, WAC-Platz                 | Ausztria     | 3 – 3        | Magyarország | barátságos   | 1            | 56' 70′        |
| 6.           | 1917. május 6.    | Bécs, WAC-Platz                 | Ausztria     | 1 – 1        | Magyarország | barátságos   | -            |                |
| 7.           | 1917. június 3.   | Budapest, Hungária körúti pálya | Magyarország | 6 – 2        | Ausztria     | barátságos   | 2            | 16' 62'        |
| 8.           | 1917. július 15.  | Bécs, WAC-Platz                 | Ausztria     | 1 – 4        | Magyarország | barátságos   | 3            | 39' 73' 77'    |
| 9.           | 1917. október 7.  | Budapest, Üllői úti pálya       | Magyarország | 2 – 1        | Ausztria     | barátságos   | 1            | 40'            |
| 10.          | 1917. november 4. | Bécs, WAC-Platz                 | Ausztria     | 1 – 2        | Magyarország | barátságos   | 2            | 12' 33'        |
| 11.          | 1918. április 14. | Budapest, Hungária körúti pálya | Magyarország | 2 – 0        | Ausztria     | barátságos   | 1            | 52' (11-esből) |
| 12.          | 1918. május 12.   | Budapest, Hungária körúti pálya | Magyarország | 2 – 1        | Svájc        | barátságos   | 1            | 57'            |
| 13.          | 1918. június 2.   | Bécs, WAC-Platz                 | Ausztria     | 0 – 2        | Magyarország | barátságos   | 1            | 73'            |
| 14.          | 1918. október 6.  | Bécs, WAC-Platz                 | Ausztria     | 0 – 3        | Magyarország | barátságos   | -            |                |
| 15.          | 1919. április 6.  | Budapest, Üllői úti pálya       | Magyarország | 2 – 1        | Ausztria     | barátságos   | -            |                |
|              | Összesen          |                                 |              | 15           | mérkőzés     |              | 17           | gól            |